# Gabriel Bermúdez
Gabriel Bermúdez Castillo (ur. 1934 w Walencji) – hiszpański pisarz science fiction.
Urodził się w Walencji, ale w jego młodych latach rodzina przeniosła się do Saragossy, gdzie ukształtował się intelektualnie i artystycznie. Mieszkał w różnych miejscach w Hiszpanii, był np. notariuszem w Almerii. Obecnie mieszka w Kartagenie niedaleko Murcji.
Jest pisarzem o długiej historii, która rozpoczęła się w roku 1971. Opublikował 11 pozycji książkowych, wiele opowiadań, otrzymał liczne nagrody, a wśród nich  Nagrodę Ignotus 2002 za powieść fantastycznonaukową. Obecnie Gabriel Bermudez jest jednym z niewielu autorów swojego pokolenia, którzy wciąż są aktywni i jednym z najbardziej znanych hiszpańskich pisarzy fantastyki naukowej, wywołującym zainteresowanie czasopism poświęconych temu gatunkowi, które jego twórczości poświęcały już numery monograficzne.
Niektóre z jego opowiadań są uważane za klasyki hiszpańskiej fantastyki naukowej. Na przykład La última lección sobre Cisneros (1978), przedstawiające Hiszpanię w epoce zmierzchu cywilizacji, która wyczerpała swoje zasoby naturalne, czy też Cuestión de oportunidades (1982) - krytyka naszych najniższych instynktów. Także klasykami są powieści Viaje a un planeta Wu-Wei (1976), mówiąca o zesłaniu głównego bohatera z "cywilizacji" na odległą planetę, do "dzikiego świata" oraz El señor de la rueda (1986), napisana z wielkim poczuciem humoru, a opowiadająca o dziwnym pseudośredniowiecznym społeczeństwie.
Autor praktycznie w całej swojej twórczości prowokuje czytelnika i nawet do najbardziej klasycznej space opera (powieści o przygodach międzyplanetarnych) włącza elementy refleksji sprawiające, że ten włącza się aktywnie do narracji. Ma swoje własne cele i dzieli się z czytelnikiem tym, co go niepokoi: brak wolności, brak porozumienia i otchłań niepohamowanego konsumizmu. W swych dziełach Bermudez nie dyskredytuje technologii, lecz piętnuje jej złe wykorzystanie.

## Publikacje
El mundo Hókun (wydana pod pseudonimem Gael Benjamín), wyd. Javalambre (1971)

El mundo Hókun (reedycja), wyd. Litho Arte (1975)

Viaje a un planeta Wu-Wei, wyd. Acervo (1976)

La piel del infinito, wyd. Dronte (1978)

El señor de la rueda, wyd. Albia (1978)

Viaje a un planeta Wu-Wei (reedycja w dwóch tomach), wyd. Orbis (1986)

El señor de la rueda (reedycja), wyd. Orbis (1986)

Golconda, wyd. Acervo (1987)

El hombre estrella, wyd. Ultramar (1988)

Salud mortal, wyd. Miraguano (1993)

Instantes estelares, wyd. Miraguano (1994)

Viaje a un planeta Wu-Wei (reedycja), wyd. Avalón (2000)

Demonios en el cielo, wyd. Jose Antono Aroz (2001)

El señor de la rueda (reedycja bez zgody autora), wyd. Pulp (2003)

El país del pasado, wyd. Ediciones B (2003)

Espíritus de Marte, wyd. La biblioteca del laberinto S.L. (2012)

Podróż na planetę wu-wei, Wydawnictwo Emc3 (2012) – polskie tłumaczenie powieści "Viaje a un planeta wu-wei"